# Misel
Misel je višja oblika umske dejavnosti, izraz človekove zavesti, ki lahko vznikne tudi neodvisno od čutnih zaznav. Misel in razmišljanje omogoča bitju, da oblikuje svet v skladu s svojimi načrti, željami.
Izraz obsega različne umske procese, kot so presojanje, pri katerem se potrdi ali ovrže neka propozicija, sklepanje, pri katerem pride misleči do zaključkov na podlagi premis ali dokazov, in preudarjanje – formulacija različnih možnosti za prihodnje ravnanje ter presoja razlogov za in proti vsaki. V širšem pomenu spadata pod misel tudi spomin in domišljija, čutno zaznavanje pa ne.